# Wodonga City
Koordinaten: 36° 7′ S, 146° 53′ O

Wodonga City ist ein lokales Verwaltungsgebiet (LGA) im australischen Bundesstaat Victoria. Das Gebiet ist 432,7 km² groß und hat etwa 39.400 Einwohner.
Wodonga liegt an der Nordgrenze Victorias am Murray River etwa 300 km nordöstlich der Hauptstadt Melbourne am Hume Highway zwischen Melbourne und Sydney und schließt sieben Gemeinden ein: Baranwartha North, Wodonga, Leneva, Bandiana, Baranduda, Bonegilla und Ebden. Der Sitz des City Councils befindet sich in der Stadt Wodonga im Norden der LGA an der Grenze zu New South Wales.
Zusammen mit dem nördlich des Murray River in New South Wales gelegenen Albury bildet die Stadt einen Großraum mit 90.000 Einwohnern, im erweiterten Einzugsgebiet mit 100 km Radius leben sogar über 175.000 Personen. 1851 wurden die beiden Siedlungen durch die Grenzziehung des Staates Victoria getrennt. 1860 wurde die erste Brücke über den Murray gebaut. Da sie auf einer günstigen Direktverbindung von Sydney nach Melbourne lag, wurde bis 1873 die Eisenbahn von Südwesten, bis 1881 von Nordosten herangebaut. Bis 1962 gab es in beiden Staaten noch unterschiedliche Spurweiten, so dass die beiden Städte zu einer wichtigen Umladestation für den Güter- und Personenverkehr wurden. Auch heute profitiert die Region noch von ihrer Lage im Korridor Sydney - Canberra - Melbourne.
In Wodonga gibt es größere Industrieansiedlung, so gibt es einen großen Tiernahrungshersteller und holzverarbeitende Industrie (Papier, Pappe) in der Stadt, die auf die ausgedehnte Land- und Forstwirtschaft in der Umgebung zurückgreifen. Des Weiteren verfügt Wodonga über fünf Krankenhäuser und ist Universitäts- und Militärstandort.

## Verwaltung
Der Wodonga City Council hat sieben Mitglieder, die von den Bewohnern der LGA gewählt werden. Wodonga ist nicht in Bezirke untergliedert. Aus dem Kreis der Councillor rekrutiert sich auch der Mayor (Bürgermeister) des Councils.